# Liborio Sánchez
Liborio Vicente Sánchez (Guadalajara, México; 9 de octubre de 1989) es un futbolista mexicano que juega como portero en el Aurora FC de la Liga Nacional de fútbol de Guatemala. 

## Carrera
Era una de las jóvenes promesas del Club Deportivo Guadalajara, teniendo buenas actuaciones con el primer equipo en la Copa Libertadores de América 2010. Tuvo también una muy destacada participación con el Querétaro en el Torneo Apertura 2011. Guadalajara obtiene de vuelta al jugador el 1 de mayo de 2012, ya que solo era un préstamo. El 14 de diciembre de 2012, Querétaro anuncia el regreso de Liborio Sánchez como guardameta de los Gallos Blancos por compra definitiva.

## Selección nacional

### Sub-23
Liborio Sánchez ha destacado a tal grado de haber sido convocado para la Selección Sub-23, convirtiéndose en el arquero titular de la selección en el Preolímpico de Concacaf de 2012.

### Participaciones en Copas América
En junio del 2011 Liborio Sánchez estuvo en la lista final de 23 jugadores seleccionados para la Copa América pero lo revelaron como segundo portero sin poder tener ningún minuto de juego.
| Copa              | Sede      | Resultado    |
| ----------------- | --------- | ------------ |
| Copa América 2011 | Argentina | Primera Fase |

## Clubes
| Club                  | País       | Año                |
| --------------------- | ---------- | ------------------ |
| Deportivo Guadalajara | México     | 2010               |
| Veracruz              | México     | 2010 - 2011        |
| Querétaro             | México     | 2011 - 2012        |
| Deportivo Guadalajara | México     | 2012               |
| Querétaro             | México     | 2013               |
| Delfines              | México     | 2014               |
| Deportivo Toluca      | México     | 2014 - 2016        |
| Jaguares de Chiapas   | México     | 2016               |
| Alianza Petrolera     | Colombia   | 2017               |
| Deportivo Chiantla    | Guatemala  | 2018               |
| Deportivo Iztapa      | Guatemala  | 2019-2021          |
| Xinabajul Huehue      | Guatemala  | 2021 - 2024        |
| Municipal Grecia      | Costa Rica | 2024               |
| Aurora                | Guatemala  | 2025 - Actualmente |

## Selección Mexicana Olímpica
Liborio fue convocado por el técnico Luis Fernando Tena para formar la Selección Olímpica en el inicio de la preparación hacia los juegos olímpicos de Londres 2012, también fue convocado al torneo Esperanzas de Toulon el cual fue efectuado del 23 de mayo al 1 de junio de 2012. 
La cuadrigésima edición de esta competencia tiene en esta ocasión la particularidad de contar con la participación de las selecciones de Bielorrusia, Egipto, Japón, Marruecos y México, clasificadas a la justa olímpica. 
El Tricolor participó en el Grupo B, siendo sus partidos ante Marruecos, Francia y Bielorrusia, y se consagró campeón de dicho torneo.

### Campeonatos internacionales
| Título                      | Equipo | País    | Año  |
| --------------------------- | ------ | ------- | ---- |
| Torneo Esperanzas de Toulon | México | Francia | 2012 |